# Закута
Закута је насељено место града Краљева у Рашком округу. Према попису из 2022. било је 98 становника. У селу се налази црква Св. Ангелини, која је подигнута трудом народа, а новцем Томе Вучић Перишића.

## Демографија
У насељу Закута живи 174 пунолетна становника, а просечна старост становништва износи 49,8 година (47,8 код мушкараца и 52,0 код жена). У насељу има 72 домаћинства, а просечан број чланова по домаћинству је 2,72.
Ово насеље је великим делом насељено Србима (према попису из 2002. године), а у последња три пописа, примећен је пад у броју становника.

## Порекло имена
Име села објашњавају да је постало отуда, што је то некада било селанце, закутак, те отуда назив Закута.

## Познати мештани
- Бранислав Којић, познати архитекта и потомак Саве Којића- родоначелника.[3]
- Сретен Којић[4]
- Драгутин Којић, министар у КСХС, подигао замак изнад села[5]
- Макарије Миловановић јеромонах.

|  |

| Демографија | Демографија | Демографија |
| Година      | Становника  | Становника  |
| ----------- | ----------- | ----------- |
| 1948.       | 451         |             |
| 1953.       | 507         |             |
| 1961.       | 496         |             |
| 1971.       | 372         |             |
| 1981.       | 308         |             |
| 1991.       | 269         | 264         |
| 2002.       | 196         | 201         |

| Етнички састав према попису из 2002.‍ | Етнички састав према попису из 2002.‍ | Етнички састав према попису из 2002.‍ | Етнички састав према попису из 2002.‍ | Етнички састав према попису из 2002.‍ |
| ------------------------------------ | ------------------------------------ | ------------------------------------ | ------------------------------------ | ------------------------------------ |
|                                      |                                      |                                      |                                      |                                      |
| Срби                                 | Срби                                 |                                      | 195                                  | 99,48%                               |
| непознато                            | непознато                            |                                      | 1                                    | 0,51%                                |

| Година пописа     | 1948. | 1953. | 1961. | 1971. | 1981. | 1991. | 2002. |
| ----------------- | ----- | ----- | ----- | ----- | ----- | ----- | ----- |
| Број домаћинстава | 86    | 92    | 102   | 106   | 99    | 85    | 72    |

| Број чланова      | 1  | 2  | 3 | 4  | 5 | 6 | 7 | 8 | 9 | 10 и више | Просек |
| ----------------- | -- | -- | - | -- | - | - | - | - | - | --------- | ------ |
| Број домаћинстава | 21 | 21 | 8 | 10 | 7 | 3 | 1 | 0 | 1 | 0         | 2,72   |

| Пол    | Укупно | Неожењен/Неудата | Ожењен/Удата | Удовац/Удовица | Разведен/Разведена | Непознато |
| ------ | ------ | ---------------- | ------------ | -------------- | ------------------ | --------- |
| Мушки  | 94     | 26               | 54           | 12             | 2                  | 0         |
| Женски | 85     | 9                | 54           | 20             | 2                  | 0         |
| УКУПНО | 179    | 35               | 108          | 32             | 4                  | 0         |

| Пол    | Укупно                    | Пољопривреда, лов и шумарство | Рибарство                            | Вађење руде и камена | Прерађивачка индустрија       |
| ------ | ------------------------- | ----------------------------- | ------------------------------------ | -------------------- | ----------------------------- |
| Мушки  | 68                        | 53                            | 0                                    | 0                    | 2                             |
| Женски | 60                        | 58                            | 0                                    | 0                    | 1                             |
| УКУПНО | 128                       | 111                           | 0                                    | 0                    | 3                             |
| Пол    | Производња и снабдевање   | Грађевинарство                | Трговина                             | Хотели и ресторани   | Саобраћај, складиштење и везе |
| Мушки  | 3                         | 0                             | 4                                    | 0                    | 3                             |
| Женски | 0                         | 0                             | 0                                    | 0                    | 1                             |
| УКУПНО | 3                         | 0                             | 4                                    | 0                    | 4                             |
| Пол    | Финансијско посредовање   | Некретнине                    | Државна управа и одбрана             | Образовање           | Здравствени и социјални рад   |
| Мушки  | 0                         | 0                             | 0                                    | 1                    | 1                             |
| Женски | 0                         | 0                             | 0                                    | 0                    | 0                             |
| УКУПНО | 0                         | 0                             | 0                                    | 1                    | 1                             |
| Пол    | Остале услужне активности | Приватна домаћинства          | Екстериторијалне организације и тела | Непознато            | Непознато                     |
| Мушки  | 1                         | 0                             | 0                                    | 0                    | 0                             |
| Женски | 0                         | 0                             | 0                                    | 0                    | 0                             |
| УКУПНО | 1                         | 0                             | 0                                    | 0                    | 0                             |